# Lagynus
Lagynidae
Cet article concerne l'unique genre de la famille de ciliés des Lagynidae Sola et al., 1990 (nom illégitime). Pour la famille de foraminifères des Lagynidae Schultze, 1854, voir Lagynidae.
Famille
Genre
Lagynus, unique représentant de la famille des Lagynidae, est un genre de Ciliés de la classe des Gymnostomatea et de l’ordre des Prorodontida.

## Étymologie
Le nom Lagynus dérive de lagyn-, « bouteille, flacon », et de la désinence latine -us « du, de la, comme », littéralement « comme une bouteille », en référence à la forme de l'organisme, quand il n'est pas contracté.

## Description

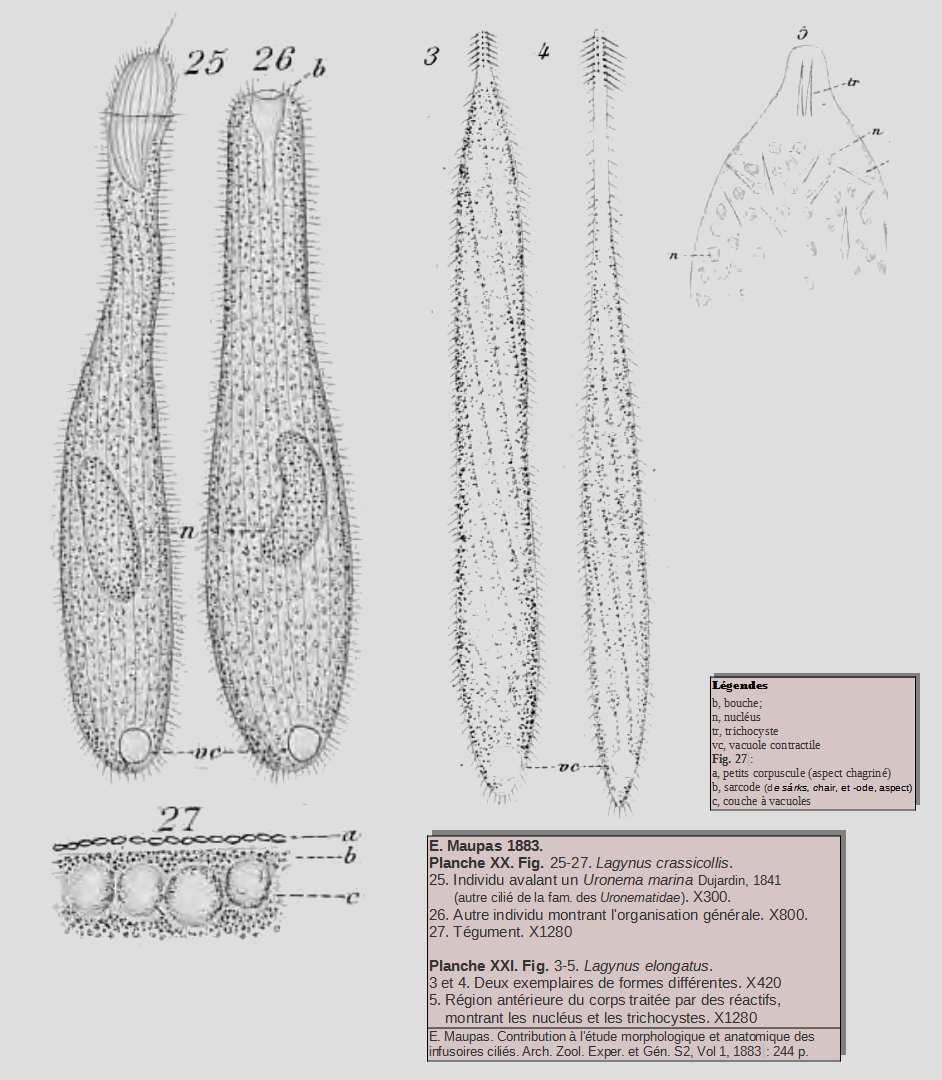
Lagynus crassicollis
et Lagynus elongatus
(d'après Maupas).

Lagynus se distingue facilement de la plupart des autres genres de l'ordre des Prorodontida par son corps en forme de bouteille ou fusiforme et son col annulaire.
Foissner en 1983 et Sola considètent que Lagynus diffère significativement de Lacrymaria par sa couronne de nématodesmes entourant la région buccale et une courte brosse qui n'est pas attachée aux kinés somatiques.

## Habitat et répartition
Maupas en 1883 déclare à propos de l'espèce Lagynus crassicollis : « J'ai rencontré plusieurs fois cet Infusoire dans mes petits aquariums marins, où je tenais des algues recueillies sur les rochers, près d'Alger. Il peut vivre dans l'eau déjà un peu putréfiée. On ne le trouve jamais en grand nombre ».
Dans leur étude morphologique et génétique de 2021, Jiang et ses collaborateurs se sont basés sur deux espèces Lagynus binucleatus et Foissnerophrys alveolata, découvertes respectivement dans une piscine d'eau douce et dans la zone intertidale d'une plage de sable, à Qingdao (Chine).

## Systématique
Lagynus est un genre controversé. Il fut établi par le zoologiste suédois August Quennerstedt (d) en 1867 pour accueillir les espèces de Lacrymaria de Bory de Saint Vincent, 1824, qui ne sont que légèrement contractiles. Lagynus elegans (protonyme : Lacrymaria elegans Engelmann, 1862) a été désignée comme l’espèce type.
Kahl, en 1930, n'a pas accepté cette classification et a réparti toutes les espèces de Lagynus dans quatre genres :
- Enchelys Müller, 1773 ;
- Enchelyodon Claparède et Lachmann, 1859 ;
- Lacrymaria Bory de Saint Vincent, 1824 ;
- Trachelocerca Ehrenberg, 1840.

Corliss en 1979 considérant donc Lagynus comme un nomen nudum, n'a pas inclus ce genre dans sa révision systématique des ciliés. En conséquence le nom a été considéré comme un nomen oblitum (un « nom oublié ») .
Foissner en 1983 et Sola et al. en 1990 ont confirmé le genre Lagynus, car différant significativement de Lacrymaria, pour justifier la création de la famille des Lagynidae ; Foissner et ses collaborateurs ont par la suite confirmé le statut taxonomique de ce genre.
Néanmoins le nom de la famille des Lagynidae est illégitime (nom. illeg.), car déjà utilisé pour désigner une famille de Foraminifères. Lagynidae Sola et al., 1990 (basé sur le genre Lagynus) est un homonyme junior de Lagynidae Schultze, 1854 (basé sur Lagynis). Selon l’ICZN, Article 55.3.1, l’homonymie entre les noms de groupes familiaux, basée sur des noms similaires, mais pas identiques dans leurs genres types, doivent être soumis à la Commission pour qu'il statue sur la suppression de l'homonymie. Une telle décision n'a pas encore eu lieu en janvier 2023 ; le nom Lagynidae Sola et al. est donc illégitime, et justifie d'indiquer que ce nom devrait être changé à l'avenir.
En l'absence de décision concernant les Lagynidae au sens de Sola et al., les biologistes chinois Jiang et ses collaborateurs utilisent les noms Lagynus et Lagynidae, et, en 2021, ont décrit deux nouvelles espèces : Lagynus binucleatus et Foissnerophrys alveolata.

## Liste des espèces
Selon GBIF (29 octobre 2023) :
- Lagynus armatus Kahl, 1926
- Lagynus crassicollis Maupas, 1883
- Lagynus cucumis (Penard, 1922) Buitkamp, 1977
- Lagynus elegans (Engelmann, 1862) Quennerstedt, 1867
- Lagynus elongatus
- Lagynus faurei Kahl, 1927
- Lagynus laevis Quennerstedt
- Lagynus ornatus Stokes, 1893
- Lagynus simplex Kahl, 1926
- Lagynus sulcatus Gruber, 1884
- Lagynus verrucosus Foissner, 1983
- Lagynus vestitus Kahl, 1927

## Publication originale
- (su) A. Quennerstedt, « Bidrag till sveriges infusorie-fauna II. » [« Contribution à la faune des infusoires de Suède »], Acta Universitatis Lundensis, vol. 4,‎ 1867, p. 1-48, pl. 1, 2.